# 佐月絵美
佐月 絵美（さつき えみ、2004年〈平成16年〉2月3日 - ）は、日本の俳優。スターダストプロモーション所属。岐阜県出身。

## 人物
スターダストプロモーション主催、『第２回スター☆オーディション』（2021年）でファイナリストに選ばれ、芸能活動を始める。

## 出演

### テレビドラマ
- 教祖のムスメ（2022年6月2日 - 、MBS・TBS） -  女子生徒 役[1]
- トモダチゲームR4 最終回（2022年9月10日、テレビ朝日） -  女子生徒 役
- 仮面ライダーギーツ 第3話（2022年9月18日、テレビ朝日） -  女子生徒 役
- 量産型リコ -最後のプラモ女子の人生組み立て記-（2024年6月28日 - 8月30日、テレビ東京） - 小向香絵 役[2]
- ブラックペアン2 第10話（2024年9月15日、TBS） - 田中澪 役
- 大河ドラマ 光る君へ 第44回 - 最終回（2024年11月17日 - 12月15日、NHK） -  藤原威子 役[3]
- なんで私が神説教（2025年4月12日 - 6月14日、日本テレビ） - 高坂愛 役[4]

### Web配信
- Hulu U35クリエイターズ・チャレンジ「はじめてのよあそび」（2023年4月12日、Hulu）- 凛 役[5]

### 映画
- なのに、千輝くんが甘すぎる。（2023年3月3日、松竹） - 四条詩音 役
- バトルキング！！-We'll rise again-（2023年3月10日、P・D・P）- MC 役
- 凛として 「めがねよ、ありがとう作文」ショートムービー（2023年9月30日、めがねフェスにて上映） - 夕花 役
- シンデレラガール（2023年11月18日、ミカタ・エンタテイメント） - 小野朱里 役[6]
- 私が私である場所（2023年12月8日、ミカタ・エンタテインメント）[7]
- 火だるま槐多よ（2023年12月23日、渋谷プロダクション） - 早川笛 役[8]
- ブルーピリオド（2024年8月9日、ワーナー・ブラザーズ）- 水谷 役

### バラエティー番組
- 理想的本箱 君だけのブックガイド「母が嫌いになった時に読む本」（2022年10月15日 、 NHK Eテレ）
- 理想的本箱 君だけのブックガイド「友達と絶交した時に読む本」（2023年6月26日、NHK Eテレ）

### MV
- おいしくるメロンパン 『蒲公英』[1]
- moon drop 『風のお便り』
- 手がクリームパン 『本気で恋してたって話』

### CM・プロモーション
- シャークニンジャ Shark EVOPOWER EX 「お掃除がもっともっと自由に」篇（2022年6月-2023年6月）[9]
- プーマ ジャパン「勝ちも、負けも、モノにしろ。」(2022年12月27日 -) - マネージャー 役[10]
- 学校法人 簡野学園「羽田国際高等学校」
- 株式会社アラクス ノーシンピュア「ノーシン学園 ピュアスクール」WEB広告（2023年9月5日 -）
- エーザイ株式会社 認知症疾患啓発 WEB CM 「日々はつづいていく （2023） 」 ふたりの記憶、ひとつのものがたり 篇 （2023年9月21日 -）
- アクアワールド茨城県大洗水族館 PR動画 「アクアワールド・大洗のみどころ！」 （2023年10月1日 -）